# Romina Plataroti
Romina Cecilia Plataroti Francisco, más conocida como Romina Plataroti (Buenos Aires, 9 de marzo de 1977) es una exgimnasta argentina. Surgió del Club Ferro Carril Oeste, donde comenzó la práctica de gimnasia artística a los seis años.
Ganó una medalla de bronce en los Juegos Panamericanos de 1991 celebrados en La Habana, Cuba, y se convirtió, a sus quince años, en la primera gimnasta olímpica de su país al competir en los Juegos Olímpicos de Barcelona 1992.
Hay un salto que lleva su apellido. Lo solía realizar en una coreografía que hacía con la música de Astor Piazzolla.
Participó en tres campeonatos mundiales y consiguió el premio Olimpia de Plata en cinco oportunidades. La Subsecretaría de Deportes de la Ciudad de Buenos Aires le entregó el Premio Jorge Newbery de Bronce. El Senado de la Nación Argentina la distinguió con el premio Delfo Cabrera.
Se retiró tras los Juegos Panamericanos de 1995 celebrados en Mar del Plata.
Es también psicóloga deportiva y clínica por la Universidad de Buenos Aires (UBA).